# 이케다 다카마사

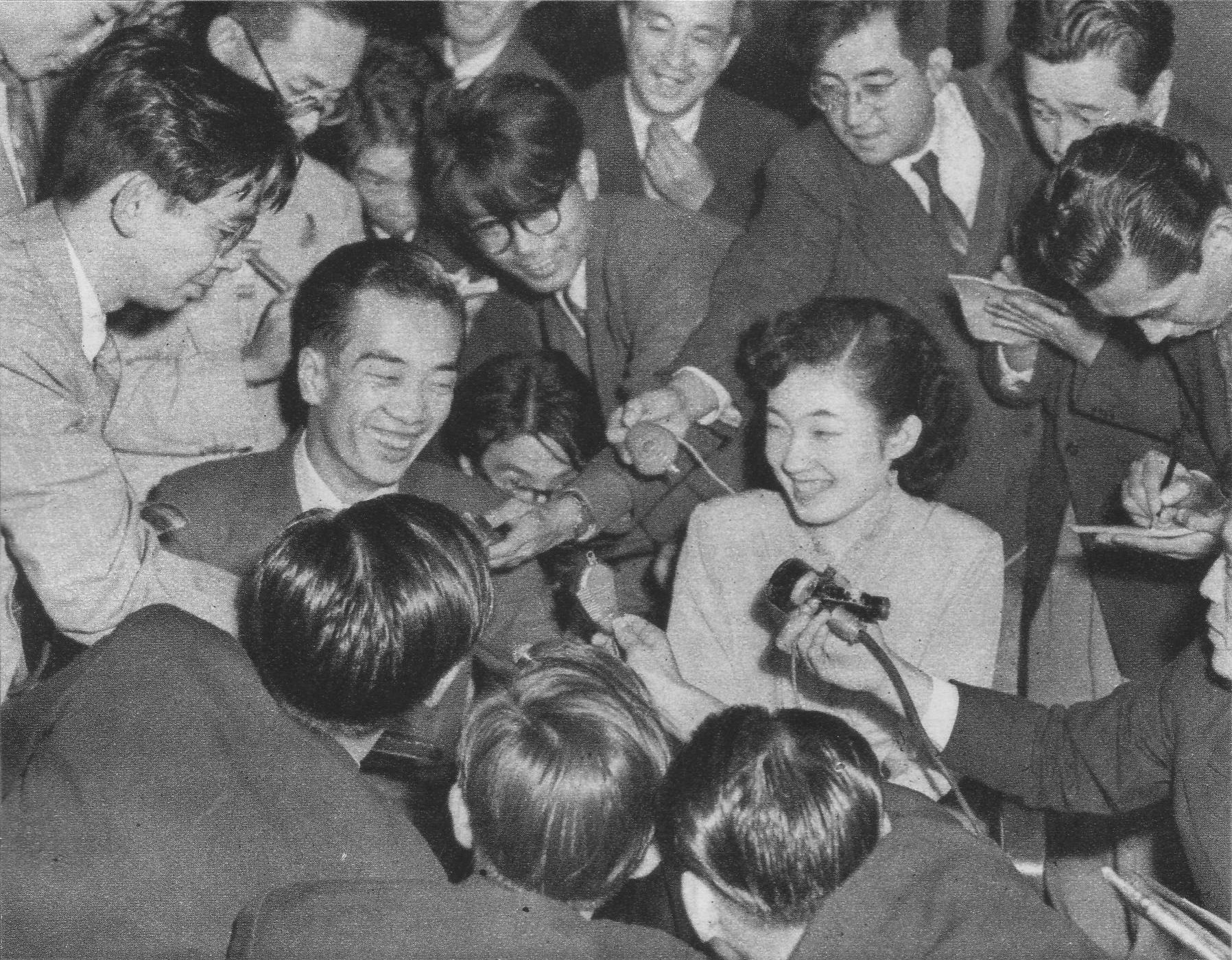
피로연 후의 이케다 다카마사·아쓰코 부부(1952년 10월 10일)

이케다 다카마사(池田 隆政, 1926년(다이쇼 15년) 10월 21일 ~ 2012년(헤이세이 24년) 7월 21일)는 일본의 구 화족, 사업가이다. 쇼와 천황과 고준 황후의 넷째 황녀·이케다 아쓰코(요리노미야 아쓰코 내친왕)의 남편. 아키히토의 매형. 이케다씨 제16대 당주(옛 오카야마번 이케다 후작가).
| 전임 이케다 노부마사 | 제16대 이케다씨(옛 오카야마 번) 당주 1988년 ~ 2012년 | 후임 단절 |